# Hans Stockmar
Hans Stockmar (* 17. März 1890 in Sydney (Australien); † 16. Januar 1961 in Hamburg) war ein deutsch-britischer Anthroposoph und Unternehmer.

## Familie
Hans Stockmar wurde als Hans Maximillian Alexander Bruno Beheim-Schwarzbach als erster Sohn des Würzburger Augenarztes Bruno Beheim-Schwarzbach und dessen Ehefrau Carola Beheim-Schwarzbach, geb. Stockmar, († 1907) in Australien geboren. Seit 1912 nannte er sich nach dem mütterlichen Geburtsnamen Hans Stockmar. Die Eltern waren deutscher Herkunft, hatten aber die britische Staatsbürgerschaft angenommen. Sein Vater entstammte der Patrizierfamilie Behaim von Schwarzbach.
Sein Bruder war der Schriftsteller und Schachspieler Martin Beheim-Schwarzbach (1900–1985). Im Jahr 1904 ließen sich die Eltern scheiden: Das Kind Maximilian blieb beim Vater, die Mutter zog mit dem Kind Martin nach Hamburg. Dort heiratete sie den verwitweten Großkaufmann Eduard Hernsheim († 1917). Carola Hernsheim starb 1907, und der Witwer heiratete deren Schwester.

## Leben
Wegen der Weltreisen seines Vaters absolvierte das Kind seine Schulbildung an unterschiedlichen Orten. Nach der Heirat mit der Schauspielerin Vilma Regling wanderte das junge Ehepaar 1912 nach Neuseeland aus, wo es zur Namensänderung in Hans Stockmar kam. In Neuseeland wurden die Kinder Heimdal, Anselm und Rahel geboren. Um ihnen den Schulbesuch in Deutschland möglich zu machen, ging die Familie 1921 wieder zurück nach Deutschland. Die beiden jüngeren Kinder hatten die Gelegenheit, die neu gegründete Waldorfschule in Hamburg-Wandsbek zu besuchen.
In Neuseeland hatte Hans Stockmar eine Gärtnerei sowie eine Imkerei aufbauen können. Nach der Rückkehr gründete Hans Stockmar im Jahr 1922 in Kaltenkirchen die gleichnamige Bienenwachsschmelze Hans Stockmar zur Herstellung von Mittelwänden für den Bienenstock sowie von Bienenwachskerzen. Weil das Unternehmen nur einen geringen Umsatz erwirtschaftete, arbeitete Hans Stockmar von 1921 bis 1931 in den Wintermonaten als Steward auf den Schiffen internationaler Linien. Dann erwirtschaftete der Betrieb schließlich ausreichende Erträge.
Während des nationalsozialistischen Regimes unterhielt Hans Stockmar einen intensiven Kontakt zu seinem ehemaligen jüdischen Mitarbeiter Joseph Gelbart († 1942), der ins Warschauer Ghetto deportiert war. Im Jahr 2002 erhielt Hans Stockmar posthum vom israelischen Staat den Ehrentitel Gerechter unter den Völkern.
Hans Stockmar befasste sich seit seiner neuseeländischen Zeit mit der Anthroposophie, insbesondere mit dem Werk Rudolf Steiners. Sein Haus in Kaltenkirchen entwickelte er zu einem kulturellen Zentrum für anthroposophische Themen.